# Dūlkān
Dūlkān (persiska: دولکان) är en ort i Iran.   Den ligger i provinsen Västazarbaijan, i den nordvästra delen av landet, 500 km väster om huvudstaden Teheran. Dūlkān ligger 1 419 meter över havet och antalet invånare är 286.
Terrängen runt Dūlkān är varierad, och sluttar söderut.Runt Dūlkān är det ganska tätbefolkat, med 100 invånare per kvadratkilometer. Närmaste större samhälle är Bītūsh, 4,5 km väster om Dūlkān. Trakten runt Dūlkān består till största delen av jordbruksmark.